# Elliott Jaques
Elliott Jaques (* 18. Januar 1917 in Toronto, Ontario; † 8. März 2003 in Gloucester, Massachusetts) war ein kanadischer Psychoanalytiker auf dem Gebiet der Organisationsentwicklung (OE). Er war Mitgründer des Tavistock Institute of Human Relations (TIHR) in London.

## Leben
Jaques schloss 1935 an der University of Toronto in Naturwissenschaften (B.A.) ab, beendete sein Medizinstudium an der Johns Hopkins University mit dem Doktorgrad M.D. und erhielt 1940 den Doktorgrad (Ph.D.) in Sozialwissenschaften von der Harvard University.
Während des Zweiten Weltkrieges diente er als Major des Royal Canadian Army Medical Corps in London, wo er Verbindungsoffizier zur Psychiatrieabteilung des Rekrutierungsbüros der britischen Armee (Army Officer Selection Board) war. Nach dem Krieg arbeitete er in London mit Melanie Klein zusammen und qualifizierte sich bei der British Psychoanalytical Society als Psychoanalytiker.
1946 war er einer der Mitbegründer des Tavistock Institute of Human Relations. 1964 gründete er die Schule für Sozialwissenschaften an der Brunel University in London, wo er als Professor und Rektor am Forschungsinstitut für Organisationstheorie lehrte. 
Jaques war Mitbegründer des Royal College of Psychiatry. 1980 trat er altershalber an der Brunel University zurück. 1991 ließ er sich in Gloucester, Massachusetts nieder und wurde Forschungsprofessor für Operations Research an der George Washington University in Washington DC. 
Um sein Werk fortzuführen, gründete er 1999 mit seiner Frau das Requisite Organization International Institute für Ausbildung und Forschung in Massachusetts.

## Werk
Jaques wandte als einer der Ersten die Disziplin der Psychologie bei der Theoriebildung über Organisationsstruktur, Management und Führung an. In den 1950er Jahren entfernte er sich von der Gruppendynamik des Tavistock Institutes und entwickelte die Stratified Systems Theory und das Managementführungssystem  Requisite Organization. Ein wissenschaftlich orientiertes Modell über die menschliche Reifung und Entwicklung, das eine Verbindung zwischen Organisations- und  der Sozialtheorie herstellte. 
Mit seinem Konzept der time-span autonomy versuchte er die individuelle Position innerhalb der Arbeitsplatzhierarchie zu bestimmen.  Er glaubte, dass je größer die Zeitspanne zwischen dem Beginn und dem Abschluss einer Aufgabe sei, die ein Mitarbeiter bewältigen könne, desto einen höheren Platz der Mitarbeiter in der Hierarchie einnehmen könnte. Während die Routinearbeit auf der untersten Ebene ein Zeitraum zwischen einem Tag und drei Monaten umfassen würde, wäre ein CEO in der Lage in Zeiträumen von zehn bis zwanzig Jahren zu denken und zu planen. Mit den auf dieser Grundlage von Jacques entwickelten Tests wurde der innere Wert eines Arbeitsplatzes bestimmt, um damit eine faire Entlöhnung zu ermöglichen und den rechten Mann am richtigen Ort einsetzen zu
können. Er war überzeugt, dass nur Letzteres den langfristigen Erfolg und das Überleben einer Organisation sichern würde.
Für Jacques war die Hierarchie eine natürliche Form einer sozialen Organisation, die eine elegante Lösung des Problems der Integration der individuellen Bestrebungen von Personen mit verschiedenartigen Fähigkeiten und Kenntnissen ermögliche. Er stellte sich in Gegensatz zu vielen anderen auf dem Gebiet der Organisationsentwicklung, weil er am Primat der hierarchischen Verantwortlichkeit bei der Gründung von sozial gerechten und produktiven Organisationen festhielt. Theoretiker, die die Wichtigkeit von Teamwork, Mitarbeiterbeteiligung, demokratischen Managementmodellen und flachen Hierarchien hervorhoben, warfen ihm Elitedenken vor. 
Sein Konzept der sozialen Systeme als Abwehr gegen unbewusste Angst sollte die enge Beziehung zwischen der organisatorischen Aufgabe und der unbewussten Gruppendynamik aufzeigen und wie die Gruppenmitglieder positiv oder negativ aufeinander einwirken. Seine Ideen haben immer noch großen Einfluss bei psychoanalytischen Studien von Organisationen.
Jacques Ansatz bei der Organisationsentwicklung war ein wichtiger Pionierbeitrag für das Konzept des Positive Adult Development.
Seine Beratertätigkeit von 1949 bis 2003 führte ihn nach Europa, Australien und Amerika. Er arbeitete an Projekten für Industrie- und Handelsfirmen, Regierungen, politische Organisationen, Sozial-, Bildungs- und Gesundheitsorganisationen, inklusive der Kirche von England und der amerikanischen Armee, wo sein Modell auch zur Kaderselektion bei Generälen und Topmanagern diente. 
Bei der Untersuchung der Karrieren zahlreicher Komponisten und Künstler wie Dante oder Paul Gauguin entdeckte er starke Veränderungen im Stil oder der Produktivität im Alter von etwa 35 Jahren und er vermutete, dass allgemein in diesem Alter eine kritische Veränderung beginne, die auf der Erkenntnis gründet, dass die Lebenszeit begrenzt sei. Er gilt als Vater des Begriffs Midlife Crisis, den er 1965 in seinem Buch über die Arbeitsmuster von Genies verwendete.

## Auszeichnung
- 1982 überreichte im Colin Powell das Joint Staff Certificate of Appreciation für seine außergewöhnlichen Beiträge auf dem Gebiete der militärischen Führungstheorie und Instruktion.
- 2000 erhielt er den Harry Levinson Award der Abteilung für Consultingpsychologie der American Psychological Association (APA) für „ein außergewöhnliche Berufskarriere und beeindruckenden Leistungen“[2].

## Schriften (Auswahl)
- The Changing Culture of a Factory: A Study of Authority and Participation in an Industrial Setting. Tavistock, London 1951.
- Measurement Of Responsibility: A study of work, payment, and individual capacity (Glacier Project). Tavistock, London 1956; Reprint: ISBN 041526443X.
- Time-Span Handbook: the Use of Time-Span of Discretion to Measure the Level of Work in Employment Roles and to Arrange an Equitable Payment Structure. Heinemann, London 1964.
- Death and the Midlife Crisis. In: The International Journal of Psychoanalysis. Bd. 46 (1965), S. 502–514 (Zusammenfassung).
- A General Theory of Bureaucracy. Heinemann Educational, London 1976, ISBN 0435824732.
- Commitment and the Time Span of Discretion: A Note on the Economic Foundations of Elliot Jaques Sociological Theory of Wage Differentials. In: Zeitschrift für die gesamte Staatswissenschaft. Bd. 136 (1980), S. 161–165 (online).
- mit Kathryn Cason: Human Capability: Study of Individual Potential and Its Application. Gower, London 1994, ISBN 0566076527.
- Requisite Organization: Total System for Effective Managerial Organization and Managerial Leadership for the 21st Century. Gower, London 1997, ISBN 0566079402.
- The Life and Behavior of Living Organisms: A General Theory. Praeger, Westport 2002, ISBN 0275975010.